# Patella ferruginea
Patelle ferrugineuse, Arapède géante
Espèce
La Patelle ferrugineuse ou arapède géante (Patella ferruginea) est une espèce protégée de mollusque gastéropode marin présente en Méditerranée. 

## Description
D'un diamètre pouvant atteindre jusqu’à 105 mm (bien qu'il soit rare au-dessus de 90 mm), c'est la plus grande patelle de Méditerranée, (à l'exception de Cymbula safiana, une espèce de Patellidae atlantique présente dans une partie de la mer d'Alboran). On la reconnaît facilement à sa taille mais aussi à sa coquille marquée de côtes écailleuses, qui est aussi très épaisse et solide.

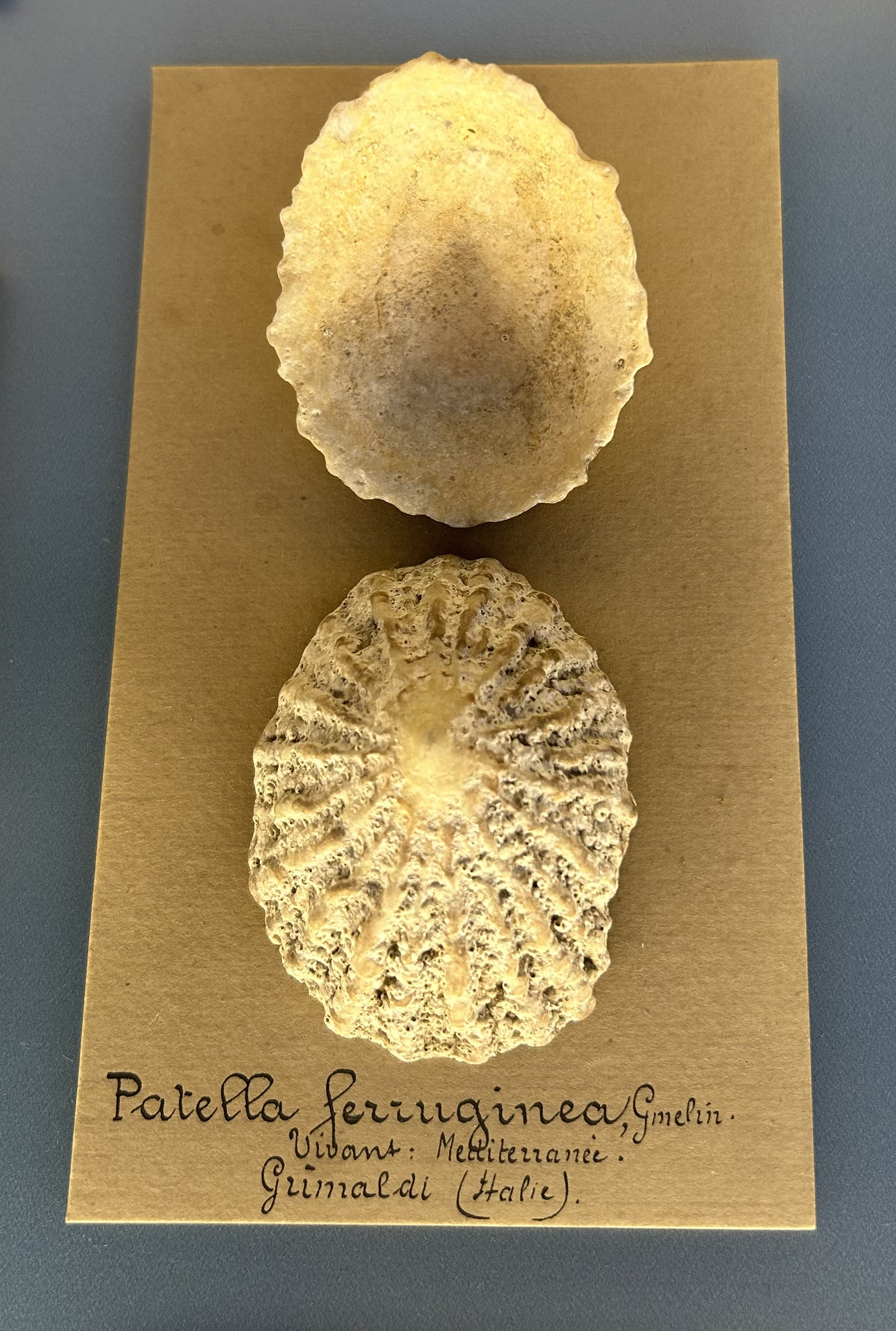
Coquille coupée en deux, provenant de la galerie de paléontologie et d'anatomie comparée du jardin des plantes

Elle vit fixée sur les rochers dans la partie supérieure de l'étage médiolittoral des endroits battus par les vagues, juste au niveau des Chthamalus (balanes) et de l’algue calcaire Lithophyllum lichenoides dans une bande horizontale très étroite (50-80 cm de largeur). Elle se déplace pour se nourrir en râpant les algues sur son parcours. Décimée par les pêcheurs à pied (elle est utilisée comme appât) et par la pollution, elle ne subsiste plus aujourd’hui que dans quelques enclaves d’Afrique du Nord, et dans une moindre mesure encore dans certaines localités de la  Corse et en Sardaigne. Il s’agit probablement de l’espèce marine la plus menacée de disparition rapide en Méditerranée. En France, elle est protégée et interdite de pêche depuis le 26 novembre 1992. Elle n'y subsiste à la France qu'en Corse et sur les îles d'Hyères (Port-Cros et peut-être quelques individus sur l'île du Levant).